# Груджьондз
Гру̀джьондз (на полски: Grudziądz; на немски: Graudenz; на латински: Graudensis; на руски: Грудзёндз) е град в Полша, Куявско-Поморско войводство. Административен център е на Груджьондзки окръг и на Груджьондзка община без да е част от тях. Самият град е обособен в отделен окръг с площ 57,76 км2.

## География
Градът се намира в историческата област Хелминска земя (Кулмерланд). Разположен е край река Висла в северната част на войводството.

## Население
Населението на града възлиза на 98 438 души (2012 г.). Гъстотата е 1704 души/км2.

### Демография
- 1772 – 1204 души
- 1821 – 5115 души
- 1852 – 7150 души
- 1914 – 44 797 души
- 1939 – 64 000 души
- 1945 – 32 746 души
- 1966 – 72 941 души
- 1976 – 85 600 души
- 1999 – 103 606 души
- 2008 – 99 134 души